# Gare de La Marche
Gare de La Marche – przystanek kolejowy w La Marche, w departamencie Nièvre, w regionie Burgundia-Franche-Comté, we Francji.
Jest stacją Société nationale des chemins de fer français (SNCF), obsługiwaną przez pociągi TER Bourgogne.

## Położenie
Znajduje się na wysokości 177 m n.p.m., na km 231,731 linii Moret – Lyon, pomiędzy stacjami La Charité i Tronsanges.

## Usługi
Jest obsługiwana przez pociągi i TER Bourgogne na trasie Cosne - Nevers.